# Anderny
Anderny é uma comuna francesa na região administrativa do Grande Leste, no departamento de Meurthe-et-Moselle. Estende-se por uma área de 9.62 km², e possui 258 habitantes, segundo o censo de 2018, com uma densidade de 27 hab/km².